# AS Monaco (basquetebol)
O Association Sportive de Monaco Basketball Club, comumente conhecido por AS Monaco Basket , é um clube profissional de basquetebol sediado na cidade de Fontvieille (Mónaco), Mônaco que atualmente disputa a Liga Francesa e EuroLiga. Foi fundado em 1924 e manda seus jogos no Salle Gaston Médecin.

## Títulos
- 1x  Eurocopa de Basquetebol: 2020-21
- 2x  Liga Francesa: 2022-23 ; 2023-24
- 1x  Liga Francesa (2ª Divisão): 2014-15